# Тіто Скіпа
Ті́то Скі́па (італ. Tito Schipa, Raffaele Attilio Amedeo Schipa, *2 січня 1889, Лечче, Італія — †16 грудня 1965, Нью-Йорк, США) — італійський оперний співак, один з уславлених тенорів першої половини XX століття.
Скіпо відомий і як композитор. Він є автором хорових і фортепіанних творів, пісень. Серед його великих творів — меса. У 1929 році він написав оперету «Принцеса Ліана», яку поставили в Римі 1935 року.

## Біографія
Уже в семирічному віці Тіто співав у церковному хорі. Одного разу його спів почув єпископ і запросив відвідувати духовну семінарію, де улюбленими заняттями Тіто були уроки музики й хор. Невдовзі він став студентом консерваторії в Лечче, де відвідував класи фортепіано, теорії музики, й композиції. Пізніше Скіпа навчався співів у Мілані в відомого педагога-вокаліста Еміліо Пікколі.
Еміліо пікколі допоміг своєму учневі дебютувати 1910 року на оперній сцені міста Верчеллі в партії Альфреда в опері «Травіата» Джузеппе Верді. Незабаром Тіто перебирається до столиці Італії. Виступи в театрі «Констанци» принесли молодому артистові великий успіх, що дало йому дорогу до найбільших вітчизняних і закордонних театрів.
У 1913 року Скіпа їде за океан і виступає в Аргентині й Бразилії. По поверненні до дому, він знову співає в «Констанци», а відтак у неаполітанському театрі Сан-Кало.
1915 року Співак дебютував у театрі «Ла Скала» у партії Володимира Ігоровича в «Князі Ігорі» Бородіна.
1917 року в Монте-Карло Скіпо заспівав партію Руджеро на прем'єрі опери Пуччіні «Ластівка». Неодноразово виступав у Мадриді й Лісабоні.
У 1919 році перебирається до США на запрошення шотландської сопрано Мері Гарден й імпресаріо Клеофонте Кампаніні, які разом керували Чиказьким оперним театром.
4 грудня 1919 року Скіпа тріумфально дебютував у Чикаго в опері Ріголетто. Тут він співав більше п'ятнадцяти років. У жовтні 1932 року покидає Чикаго й заступає Беньяміно Джильї в «Метрополітен-опера» в Нью-Йорку. Тут він дебютував у «Любовному напої» Гаетано Доніцетті. Пізніше він співав в «Метрополітен-опера» ще один сезон у 1940—1941 роках.
1955 року Скіпа покидає оперну сцену, проте залишається концертним виконавцем. Багато часу приділяв суспільно-музичній діяльності, передаючи свій досвід і майстерність молодим співакам. У різних містах Європи керував вокальними класами. У 1957 році гастролював в СРСР.
1962 року співак здійснив своє прощальне турне, де дав останній концерт у нью-йоркському Таун-Холлі.

## Виноски
1. ↑  Find a Grave — 1996.
2. ↑  Deutsche Nationalbibliothek Record #11955061X // Gemeinsame Normdatei — 2012—2016.
3. ↑  Discogs — 2000.
4. ↑  Скипа Тито, биография(рос.)